# Georgi Georgiev (judo)
Pour les articles homonymes, voir Georgiev.
Georgi Georgiev, né le 30 janvier 1976, est un judoka bulgare évoluant dans la catégorie des moins de 73 kg (ou poids légers). Il commence sa carrière dans la catégorie des moins de 66 kg (poids mi-légers) en figurant à la cinquième place lors des championnats d'Europe juniors en 1996. Septième à l'Euro 1999, il devient vice-champion du monde militaire quelques mois plus tard. Le Bulgare obtient sa première médaille internationale majeure en décrochant la médaille de bronze aux championnats d'Europe en 2000 à Wrocław. Multipliant les places d'honneur au niveau continental, il n'obtient qu'un titre mondial militaire avant de participer aux Jeux olympiques d'Athènes en 2004. Lors de la compétition, il n'est éliminé qu'en demi-finale par le futur champion olympique Masato Uchishiba. Grâce à sa victoire lors du match pour la troisième place, il obtient la médaille de bronze, l'une des douze récompenses obtenues par la délégation bulgare lors de ces Jeux. En 2007, alors qu'il évolue désormais dans la catégorie de poids supérieure (-73 kg), il obtient une troisième médaille de bronze aux championnats d'Europe. 

## Palmarès

### Jeux olympiques
- Jeux olympiques de 2004 à Athènes (Grèce) :
  -  Médaille de bronze dans la catégorie des -66 kg (éliminé en demi-finale, victoire lors du match pour la troisième place).

### Championnats d'Europe
| Catégorie / Année        | 1999 | 2000 | 2001 | 2002 | 2003 | 2007 |
| ------------------------ | ---- | ---- | ---- | ---- | ---- | ---- |
| -66 kg (poids mi-légers) | 7e   | 3e   | 7e   | 5e   | 3e   | -    |
| -73 kg (poids légers)    | -    | -    | -    | -    | -    | 3e   |

### Divers
Militaire :
- Double champion du monde militaire en 2002 et 2006.

Tournois :
- Tournoi de Paris (France) :
  - 3 podiums dont 1 victoire en 2006.